# Friedrich Philipp Victor von Moltke

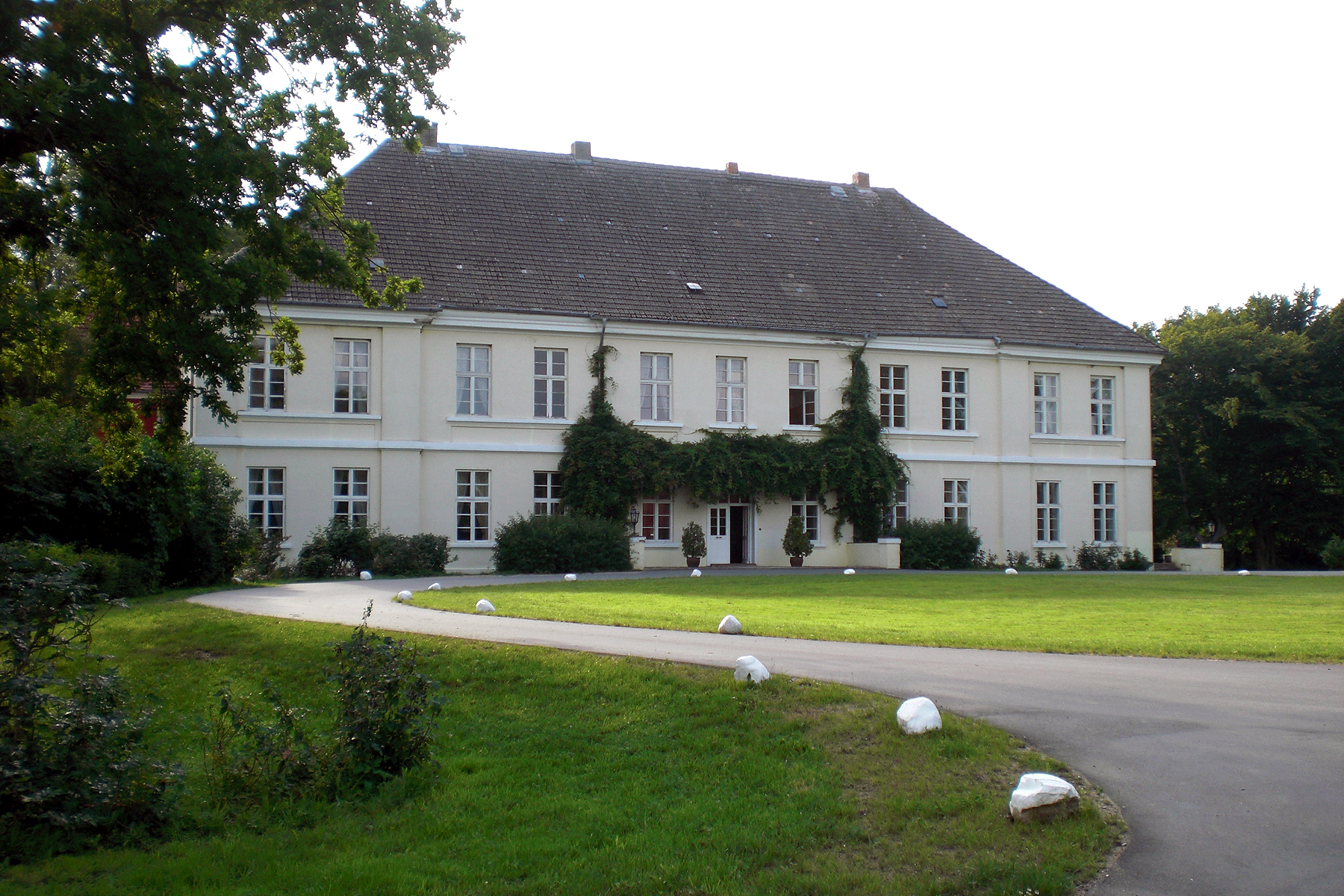
Geburtshaus: Herrenhaus Samow in Behren-Lübchin, 1658 erbaut

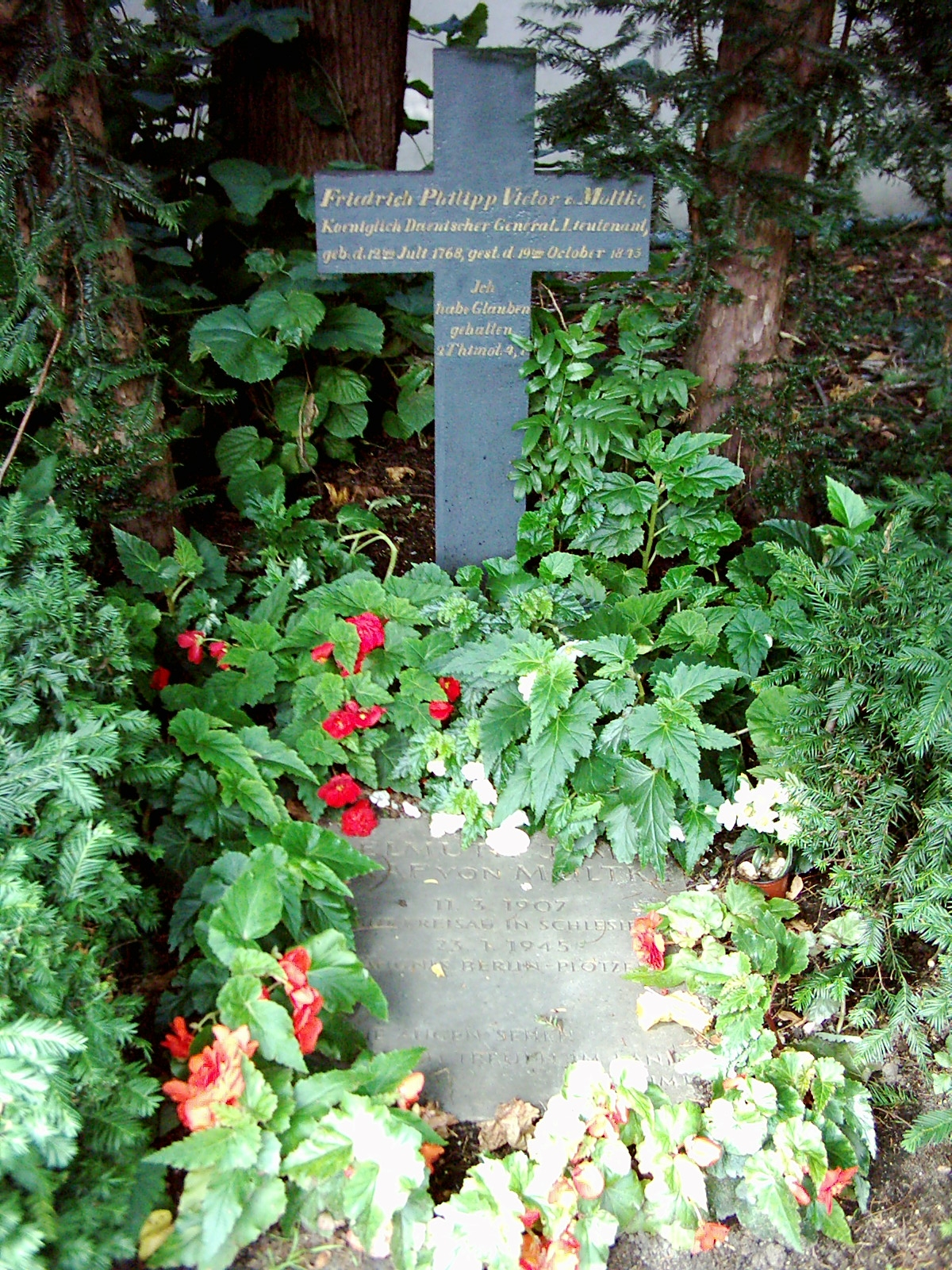
Grab des Generals auf dem Historischen Friedhof in Hamburg-Wandsbek

Friedrich von Moltke (* 12. Juli 1768 in Samow; † 19. Oktober 1845 in Wandsbek) war ein preußischer Offizier und dänischer General.

## Leben
Friedrich Philip Victor von Moltke war der Sohn des kaiserlichen Hauptmanns Friedrich Kasimir Siegfried von Moltke (1730–1785), Herr auf Samow und Wilhelmshof, und dessen Ehefrau Anna Charlotte d’Olivet (1733–1785).
Moltke war seit 1786 Offizier im preußischen Infanterieregiment Nr. 25 (von Möllendorf) in Berlin. Sein Lebenswandel ließ ihn in finanzielle Schwierigkeiten geraten. Als Bedingung für die Heirat der Tochter Henriette (1776–1837) des Hamburger, aus Lübeck stammenden Kaufherrn Johann Bernhard Paschen (1734–1816), musste Moltke seine Offizierslaufbahn aufgeben und verwaltete nun das Gut Liebenthal bei Wittstock/Dosse, das er jedoch bald verkaufte. Er zog nach Parchim, wo einer seiner Brüder ein mecklenburgisches Bataillon befehligte. Auch ein zweiter Anlauf als Gutsbesitzer scheiterte bald, und so zog die Familie nach Lübeck.
Um das Gut Augustenhof im ostholsteinischen Kreis Cismar erwerben zu können, wurde Friedrich von Moltke dänischer Staatsbürger. Wiederum scheiterte der Versuch, von der Landwirtschaft zu leben und so begab sich Moltke 1806 wieder in militärische Dienste, diesmal des dänischen Königs. 1833 wurde Moltke Kommandant von Kiel und schied 1839 als Generalleutnant aus dem Dienst. Er liegt auf dem Historischen Friedhof Wandsbek begraben.
Seine Söhne waren u. a. der spätere Chef des Großen Generalstabs und bedeutende Feldherr Helmuth Karl Bernhard (1800–1891), Adolf (1804–1871), der Vater von Helmuth Johannes Ludwig von Moltke (1848–1916), und Louis (1805–1889).
Sein Schwager war der preußische Geheime Postrat Carl Friedrich Ballhorn der Jüngere.